# Capim-amarelo
O capim-amarelo, alpiste-dos-prados ou caniço-malhado (Phalaris arundinacea) é uma planta cespitosa, da família das gramíneas, nativa da Europa, Ásia e América do Norte. Tal espécie possui folhas lineares e inflorescências em panículas de espigas densas e alvacentas. É cultivada como planta forrageira e ornamental.